# Le casseur de pierres
Le casseur de pierres es un cortometraje dramático tunecino de 1989 dirigido por Mohamed Zran. Se proyectó en la sección Un certain regard en el Festival de Cannes de 1990.

## Elenco
- Abdallah Maymoun como Sabeur.
- Monia Tkitik como Monia.
- Fatha Mahdoui como Fatima.
- Moufida Zran como Scheherezade.